# Annalisa Ciampi
Annalisa Ciampi (* 22. August 1970 in Florenz) ist eine italienische Juristin und Hochschullehrerin. Sie ist Professorin für Internationales Recht an der Universität Verona und Visiting Professor für European Human Rights Law am italienischen Campus Prato Centre der Monash University. 2017 war sie UN-Sonderberichterstatterin zu Versammlungs- und Organisationsfreiheit.

## Biografie
Annalisa Ciampi besuchte das Liceo Classico „Dante Alighieri“ in Florenz und schloss 1988 mit dem Abitur ab. Danach studierte sie Rechtswissenschaft an der Universität Florenz, mit einer Spezialisierung in Völkerrecht, und machte 1993 ihren Abschluss. Als Fulbright Scholar war sie von 1995 bis 1996 an der Harvard Law School in Cambridge (Massachusetts) und erwarb dort einen LL.M. Sie schloss eine Promotion an der Universität La Sapienza in Rom, betreut von Giorgio Gaja, an, die sie 1998 mit dem PhD in Internationalem Recht abschloss. Zwischen 2000 und 2011 hatte sie verschiedene Positionen als Adjunct Professor, Assistant Professor und Associate Professor an den Universitäten von Verona, Florenz, Trient, Macerata (Jesi) und Catanzaro. Sie war 2008 Visiting Professor an der Academy of European Law des European University Institute und 2009 am Institut des Hautes Etudes Internationales der Universität Paris II.
Seit 1996 ist sie Rechtsanwältin und Mitglied der italienischen Anwaltskammer von Florenz sowie seit 2008 Mitglied des Kassationsgerichtshofs. Sie ist unter anderem Mitglied bei der internationalen Rechtsanwaltsvereinigung Academic Council on the United Nations System (ACUNS), wo sie von 2017 bis 2019 Mitglied des Vorstands (Member of the Board) war.
2012 wurde sie zum Full Professor für Internationales Recht an der Universität Verona berufen. Seit 2015 ist sie gleichzeitig Visiting Professor für European Human Rights Law am italienischen Campus Prato Centre der Monash University. Seit Oktober 2024 ist sie von der Universität Verona beurlaubt für einen Einsatz als Expertin für Menschenrechte und Grundfreiheiten an der Ständigen Vertretung Italiens bei den Vereinten Nationen und den anderen internationalen Organisationen in Genf.
Ciampi ist verheiratet und hat zwei Kinder.

## Internationale Tätigkeiten (Auswahl)
Neben ihrer universitären Laufbahn und verschiedenen Beratungstätigkeiten für italienische Regierungsinstitutionen hat Ciampi zahlreiche internationale Tätigkeiten ausgeübt.
Für den Europarat war sie von 2004 bis 2008 als Experte für das Committee of Legal Advisers on Public International Law (CAHDI) und von 2008 bis 2009 als Mitglied des European Committee of Social Rights tätig. Außerdem war sie zwischen 2007 und 2008 bei mehreren Prozessen Richter ad hoc am Europäischen Gerichtshof für Menschenrechte, und ebenso 2021 bis 2024.
Vom Mai bis November 2017 war sie UN-Sonderberichterstatterin zu Versammlungs- und Organisationsfreiheit.

## Gesellschaftliches Engagement
Sie ist eine der Expertinnen in der Datenbank „100esperte“. Die Datenbank wurde 2016 von zwei Mitfrauen der italienischen Journalistinnenorganisation GiULiA initiiert und umfasst mehr als 360 Profile von Akademikerinnen und Forscherinnen, die in Italien tätig sind. Sie soll Expertinnen für Medien und Presse ansprechbar machen, um das Stereotyp des männlichen Experten zu konterkarieren.
Für das European Network for Women Excellence – ENWE ist sie als ehrenamtliche Botschafterin tätig.
In der 2020 gegründeten Initiative „OpenRewi – Open Legal Science“ (Rewi steht für Rechtswissenschaft), die frei nutzbare Lehrmaterialien verfügbar macht, arbeitet sie als Autorin im Projekt „Public International Law“ mit.
Sie war eine von zahlreichen Einzelpersonen und Institutionen, die den Aufbau der „Bibliothek für ausländisches und internationales Straf- und Strafprozessrecht“ an der Universität Göttingen durch Bücherspenden unterstützten.

## Auszeichnungen und Ehrungen
- 2010: Brandon Fellow des Lautherpacht Centre of International Law der University of Cambridge, Vereinigtes Königreich[1]

## Publikationen (Auswahl)

### Bücher
- Annalisa Ciampi: L’assunzione di prove all’estero in materia penale (= Studi di diritto internazionale = Studies in international law / Fondazione Gaetano Morelli. Nr. 2). CEDAM, Padova 2003, ISBN 978-88-13-24704-1.
- Annalisa Ciampi: Sanzioni del Consiglio di sicurezza e diritti umani (= Pubblicazioni della Facoltà di Giurisprudenza / Università di Firenze. Nr. 98). A. Giuffrè, Milano 2007, ISBN 978-88-14-13598-9.
- History and International Law: An Intertwined Relationship. Edward Elgar Publishing, 2019, ISBN 978-1-78897-749-4, doi:10.4337/9781788977494+.

### Buchbeiträge
- A. Ciampi: The Proceedings against President Al Bashir and the Prospects of their Suspension under Article 16 ICC Statute. In: Journal of International Criminal Justice. Band 6, Nr. 5, 1. November 2008, ISSN 1478-1387, S. 885–897, doi:10.1093/jicj/mqn078 (oup.com).
- Annalisa Ciampi: Invalidity and Termination of Treaties and Rules of Procedure. In: The Law of Treaties Beyond the Vienna Convention. 1. Auflage. Oxford University Press Oxford, 2011, ISBN 978-0-19-958891-6, S. 360–378, doi:10.1093/acprof:oso/9780199588916.003.0022.
- Annalisa Ciampi: Kafka’s Trial and the EU Dublin Asylum System. In: Monsters and Monstrosity. De Gruyter, 2019, ISBN 978-3-11-065461-5, S. 221–234, doi:10.1515/9783110654615-014.

### Artikel
- Luigi Condorelli, Annalisa Ciampi: Comments on the Security Council Referral of the Situation in Darfur to the ICC. In: Journal of International Criminal Justice. Band 3, Nr. 3, 1. Juli 2005, ISSN 1478-1387, S. 590–599, doi:10.1093/jicj/mqi051.
- Annalisa Ciampi: The Role of the Internet in International Law-Making, Implementation and Global Governance. In: Zeitschrift für ausländisches öffentliches Recht und Völkerrecht / Heidelberg Journal of International Law. Band 81, Nr. 3, 2021, ISSN 0044-2348, S. 677–700, doi:10.17104/0044-2348-2021-3-677 (nomos-elibrary.de [abgerufen am 8. Januar 2025]).
- Annalisa Ciampi: Give Peace a Chance, Give Women a Chance. In: enwe.org. European Network for Women Excellence – ENWE, 8. März 2022, abgerufen am 22. Dezember 2024 (englisch).